# Xe đạp tại Đại hội Thể thao Đông Nam Á 2009

Xe đạp tại Đại hội Thể thao Đông Nam Á năm 2009 diễn ra từ ngày 9 đến 14 tháng 12 tại thành phố Viêng Chăn, Lào, bao gồm các nội dung thi đấu trên đường trường (đua cá nhân tính giờ và đường dài cho nam – nữ) và địa hình (cross‑country và downhill).

## Bảng huy chương
| Hạng               | Đoàn               | Vàng | Bạc | Đồng | Tổng số |
| ------------------ | ------------------ | ---- | --- | ---- | ------- |
| 1                  | Thái Lan           | 3    | 5   | 2    | 10      |
| 2                  | Indonesia          | 3    | 1   | 1    | 5       |
| 3                  | Việt Nam           | 2    | 1   | 2    | 5       |
| 4                  | Malaysia           | 0    | 1   | 2    | 3       |
| 5                  | Singapore          | 0    | 0   | 1    | 1       |
| Tổng số (5 đơn vị) | Tổng số (5 đơn vị) | 8    | 8   | 8    | 24      |

## Tóm tắt kết quả

### Xe đạp đường trường
| Nội dung                          | Vàng                              | Bạc                          | Đồng                           |
| --------------------------------- | --------------------------------- | ---------------------------- | ------------------------------ |
| 50 km tính giờ cá nhân nam        | Ryan Ariehaan Hilmant · Indonesia | Tonton Sutanto · Indonesia   | Mai Công Hiếu · Việt Nam       |
| 160.3 Km đường trường cá nhân nam | Bùi Minh Thụy · Việt Nam          | Mai Nguyễn Hưng · Việt Nam   | Mohd Zamri Saleh · Malaysia    |
| 25 km tính giờ cá nhân nữ         | Monrudee Chapookam · Thái Lan     | Chanpeng Nontasin · Thái Lan | Dinah Chan · Singapore         |
| 116.1 Km đường trường cá nhân nữ  | Jutatip Maneephan · Thái Lan      | Noor Azian Alias · Malaysia  | Phạm Thị Thùy Trang · Việt Nam |

### Xe đạp địa hình
| Nội dung          | Vàng                          | Bạc                             | Đồng                             |
| ----------------- | ----------------------------- | ------------------------------- | -------------------------------- |
| Đổ đèo nam        | Popo Ariyo Sejati · Indonesia | Tanaphon Jarupeng · Thái Lan    | Sitichai Ketkaewmanee · Thái Lan |
| Đua băng đồng nam | Tawatchai Masae · Thái Lan    | Keerati Sukprasart · Thái Lan   | Dadi Nurchanyadi · Indonesia     |
| Đổ đèo nữ         | Risa Suseanty · Indonesia     | Ausanee Pradupyard · Thái Lan   | Vipavee Deekaballes · Thái Lan   |
| Đua băng đồng nữ  | Nguyễn Thanh Đàm · Việt Nam   | Hataichanok Srisuwan · Thái Lan | Masziyaton Mohd Radzi · Malaysia |

## Kết quả chi tiết

### Xe đạp đường trường

#### Nam

##### 50 Km. tính giờ cá nhân
13 tháng 12
Địa điểm☃☃ : That Luang – Lan Xang Avenue – Samsenethai – Thadeua 10KM-T 4
| Vận động viên             | NOC        | Thời gian xuất phát | Thời gian về đích | Tổng thời gian |
| ------------------------- | ---------- | ------------------- | ----------------- | -------------- |
| Ryan Ariehaan Hilmant     | Indonesia  | 10:30:00:00         | 11:31:58:00       | 01:01:58:00    |
| Tonton Sutanto            | Indonesia  | 10:36:00:00         | 11:38:08:00       | 01:02:08:00    |
| Mai Công Hiếu             | Việt Nam   | 10:46:00:00         | 11:48:19:00       | 01:02:19:00    |
| Prajak Mahawong           | Thái Lan   | 10:38:00:00         | 11:40:53:00       | 01:02:53:00    |
| Phuchong Sai-Udomsn       | Thái Lan   | 10:32:00:00         | 11:35:50:00       | 01:03:50:00    |
| Yong Li Ng                | Malaysia   | 10:44:00:00         | 11:48:45:00       | 01:04:45:00    |
| Anousay Khochaleune       | Lào        | 10:34:00:00         | 11:40:39:00       | 01:06:39:00    |
| Jacinto De Jesus Da Costa | Đông Timor | 10:40:00:00         | 12:03:49:00       | 01:23:49:00    |
| Somphavanh Phommala       | Lào        |                     |                   | DNF            |

##### 160.3 Km. đường trường cá nhân
14 tháng 12
Địa điểm☃☃ : Done Noune Tri Square, Ban Keun and return at Thalath
Khoảng cách☃☃ : 156.6 km.
| Vận động viên                | NOC        | Thời gian   |
| ---------------------------- | ---------- | ----------- |
| Bùi Minh Thụy                | Việt Nam   | 04:01:43.00 |
| Mai Nguyễn Hưng              | Việt Nam   | 04:02:56.00 |
| Mohd Zamri Saleh             | Malaysia   | 04:02:56.00 |
| Ahmad Fallanie               | Malaysia   | 04:03:15.00 |
| Natthapon Jeebthaworn        | Thái Lan   | 04:03:24.00 |
| Junaidi Hashim               | Singapore  | 04:09:01.00 |
| Nguyễn Văn Tài               | Việt Nam   | 04:09:01.00 |
| Ryan Ariehaan Hilmant        | Indonesia  | 04:09:01.00 |
| Phuchong Sai-Udomsin         | Thái Lan   | 04:09:02.00 |
| Kaswanto                     | Indonesia  | 04:09:02.00 |
| Thurakit Boonratanathanakorn | Thái Lan   | 04:09:03.00 |
| Prajak Mahawong              | Thái Lan   | 04:11:09.00 |
| Mohd Razif Salleh            | Malaysia   | 04:11:58.00 |
| Low Ji Wen                   | Singapore  | 04:11:58.00 |
| Lieo Bouakeo                 | Lào        | 04:12:13.00 |
| Anuar Manan                  | Malaysia   | 04:16:52.00 |
| Daniel Loy                   | Singapore  | 04:16:53.00 |
| Ariya Poonsavath             | Lào        | 04:12:13.00 |
| Soulivong Piempanya          | Lào        | 04:16:59.00 |
| Lê Văn Duẩn                  | Việt Nam   | 04:17:00.00 |
| Samai                        | Indonesia  | 04:17:00.00 |
| Calvin Sim                   | Singapore  | 04:17:01.00 |
| Tonton Sutanto               | Indonesia  | DNF         |
| Jesus Da Costa               | Đông Timor | DNF         |
| Kengchai Pathoumphanh        | Lào        | DNF         |

#### Nữ

##### 25 Km. tính giờ cá nhân
13 tháng 12
Địa điểm : That Luang – Lan Xang Avenue – Samsenethai – Thadeua 10KM-T 4
| Vận động viên         | NOC       | Thời gian xuất phát | Thời gian về đích | Tổng thời gian |
| --------------------- | --------- | ------------------- | ----------------- | -------------- |
| Monrudee Chapookam    | Thái Lan  | 09:08:00:00         | 09:42:28:06       | 00:34:28:06    |
| Chanpeng Nontasin     | Thái Lan  | 09:20:00:00         | 09:55:06:84       | 00:35:06:84    |
| Chan Siew Kheng Dinah | Singapore | 09:12:00:00         | 09:47:19:78       | 00:35:19:78    |
| Nurhayati             | Indonesia | 09:02:00:00         | 09:37:32:34       | 00:35:32:34    |
| Santia Tri Kusuma     | Indonesia | 09:14:00:00         | 09:50:18:87       | 00:36:18:87    |
| Phạm Thị Kim Loan     | Việt Nam  | 09:18:00:00         | 09:55:06:59       | 00:37:06:59    |
| Mariana Mohammad      | Malaysia  | 09:04:00:00         | 09:41:11:05       | 00:37:11:05    |
| Phạm Thị Thúy Liên    | Việt Nam  | 09:06:00:00         | 09:43:15:15       | 00:37:15:15    |
| Nor Azian Alias       | Malaysia  | 09:16:00:00         | 09:53:57:45       | 00:37:57:45    |
| Vilayvone Phetsalad   | Lào       | 09:10:00:00         | 09:48:26:50       | 00:38:26:50    |
| Toon Sithaphanh       | Lào       | 09:00:00:00         | 09:38:34:43       | 00:38:34:43    |

##### 116.1 Km. đường trường cá nhân
14 tháng 12
Địa điểm☃☃ : Dane Soung, Saythany District
Khoảng cách☃☃ : 120 km.
| Vận động viên        | NOC       | Thời gian   |
| -------------------- | --------- | ----------- |
| Jutatip Maneephan    | Thái Lan  | 03:36:33.00 |
| Nor Azian Alias      | Malaysia  | 03:36:33.00 |
| Phạm Thị Thùy Trang  | Việt Nam  | 03:36:33.00 |
| Monrudee Chapookam   | Thái Lan  | 03:36:34.00 |
| Santia Tri Kusuma    | Indonesia | 03:36:34.00 |
| Phạm Thị Kim Loan    | Việt Nam  | 03:36:34.00 |
| Nurul Ahmar          | Malaysia  | 03:36:34.00 |
| Yanthi Fuchianty     | Indonesia | 03:36:34.00 |
| Võ Thị Phương Phi    | Việt Nam  | 03:36:36.00 |
| Nguyễn Hoàng Oanh    | Việt Nam  | 03:36:36.00 |
| Masziyaton Radzi     | Malaysia  | 03:36:36.00 |
| Chanpeng Nontasin    | Thái Lan  | 03:36:36.00 |
| Phạm Thị Thúy Liên   | Việt Nam  | 03:36:36.00 |
| Mariana Mohammad     | Malaysia  | 03:36:36.00 |
| Dahlina Rosyda       | Indonesia | 03:36:38.00 |
| Thatsani Wichana     | Thái Lan  | 03:36:38.00 |
| Toon Sithaphanh      | Lào       | 03:36:40.00 |
| Nurhayati            | Indonesia | 03:36:43.00 |
| Buala Phengsakoun    | Lào       | 03:36:43.00 |
| Vilayvone Phetsalad  | Lào       | 03:36:52.00 |
| Maniphone Phimmasene | Lào       | DNS         |

### Xe đạp địa hình

#### Nam

##### Đổ đèo
- 9 tháng 12 - Lượt chạy xếp hạng
- 10 tháng 12 - Chung kết

 Địa điểm : Dane Soung, Saythany District.
| Vận động viên                 | NOC       | Lượt chạy xếp hạng | Chung kết |
| ----------------------------- | --------- | ------------------ | --------- |
| Popo Ariyo Sejati             | Indonesia | 02:53.15           | 02:49.45  |
| Tanaphon Jarupeng             | Thái Lan  | 02:53.08           | 02:50.84  |
| Sitichai Ketkaewmanee         | Thái Lan  | 02:52.64           | 02:53.92  |
| Agus Suherlan                 | Indonesia | 02:56.57           | 02:54.30  |
| Tan Hong Chun                 | Singapore | 03:00.15           | 02:54.58  |
| Anousay Khochaleune           | Lào       | 03:03.65           | 03:01.64  |
| Jr. Stanly Jalip              | Malaysia  | 03:15.56           | 03:04.59  |
| Ghazali Hakiki Bin Ali Samson | Malaysia  | 03:11.95           | 03:07.79  |
| Kengchai Pathoumphanh         | Lào       | 03:17.43           | 03:11.12  |
| Hà Thế Long                   | Việt Nam  | 03:17.00           | 03:13.58  |

##### Đua băng đồng
11 tháng 12
Địa điểm:Tad Song, Saythany District.  	   	 
Khoảng cách : 49.7 km.
| Vận động viên                   | NOC       | Tổng thời gian |
| ------------------------------- | --------- | -------------- |
| Tawatchai Masae                 | Thái Lan  | 02:21:00.00    |
| Keerati Sukprasart              | Thái Lan  | 02:21:57.00    |
| Peerapol Chawchiangkwang        | Thái Lan  | 02:23:11.00    |
| Dadi Nurchanyadi                | Indonesia | 02:28:33.00    |
| Bandi Sugito                    | Indonesia | 02:30:31.00    |
| Chandra Rafsanzani              | Indonesia | 02:32:31.00    |
| Apisit Charoenkit               | Thái Lan  | 02:32:47.00    |
| Chu Quang Thắng                 | Việt Nam  | 02:36:28.00    |
| Phùng Văn Lộc                   | Việt Nam  |                |
| Popo Ariyo Sejati               | Indonesia |                |
| Shahrin Amir                    | Malaysia  |                |
| Kengchai Pathoumphanh           | Lào       |                |
| Jeoffrey Jerry Jemie            | Malaysia  |                |
| Ounheuan Thepvongsa             | Lào       |                |
| Sikko Milakong                  | Lào       |                |
| Thanongsak Phimmasenh           | Lào       |                |
| Muhammad Aim Mohamad Fauzi      | Malaysia  |                |
| Norshahriel Haizat Ahmad Nazali | Malaysia  |                |

#### Nữ

##### Đổ đèo
- 9 tháng 12 - Lượt chạy xếp hạng
- 10 tháng 12 - Chung kết

 Địa điểm : Dane Soung, Saythany District.
| Vận động viên           | NOC       | Lượt chạy xếp hạng | Chung kết |
| ----------------------- | --------- | ------------------ | --------- |
| Risa Suseanty           | Indonesia | 03:16.99           | 03:13.22  |
| Ausanee Pradupyard      | Thái Lan  | 03:22.38           | 03:16.53  |
| Vipavee Deekaballes     | Thái Lan  | 03:20.50           | 03:16.76  |
| Bùi Thị Quyên           | Việt Nam  | 03:48.08           | 03:38.70  |
| Vansy Keoheuangprasurth | Lào       | 04:35.21           | 03:55.45  |
| Maniphone Phimmasene    | Lào       | DNF                | DNS       |

##### Đua băng đồng
11 tháng 12
Địa điểm:Tad Song, Saythany District.  	   	 
Khoảng cách☃☃ : 28.4 km.
| Vận động viên           | NOC       | Tổng thời gian |
| ----------------------- | --------- | -------------- |
| Nguyễn Thanh Đạm        | Việt Nam  | 01:35:15.00    |
| Hataichanok Srisuwan    | Thái Lan  | 01:38:57.00    |
| Masziyaton Mohd Radzi   | Malaysia  | 01:40:28.00    |
| Apinya Saisamorn        | Thái Lan  | 01:42:10.00    |
| Vũ Thị Thương           | Việt Nam  | 01:42:57.00    |
| Junaidah Juss           | Malaysia  | 01:43:05.00    |
| Kusmawati Yazid         | Indonesia | 01:45:02.00    |
| Toon Sithaphana         | Lào       | 01:47:01.00    |
| Jutamas Wongpadklang    | Thái Lan  | 01:51:03.00    |
| Risa Suseanty           | Indonesia | 01:51:05.00    |
| Ausanee Pradupyard      | Thái Lan  | 01:51:05.00    |
| Vilayvone Phetsalad     | Lào       |                |
| Maniphone Phimmasene    | Lào       |                |
| Vansy Keoheuangprasurth | Lào       |                |